# Hofstra-universiteit

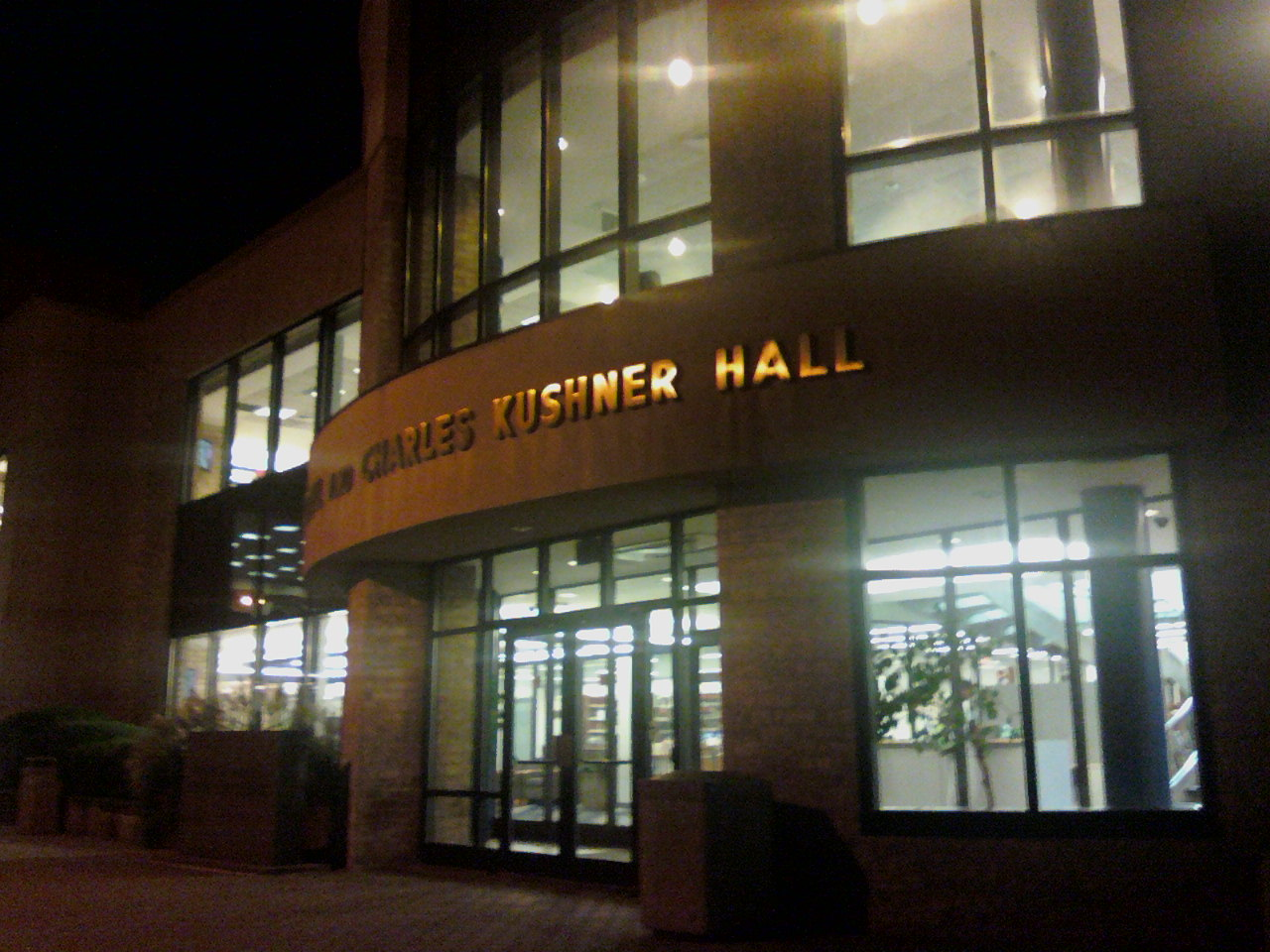
De Seryl and Charles Kushner Hall, locatie van de rechtenfaculteit van de Hofstra University

De logovlag van de Hofstra University

De Hofstra-universiteit is een Amerikaanse particuliere universiteit in Hempstead op Long Island in de staat New York.

## Oorsprong
Hofstra is gesticht in 1935 op basis van de erfenis van de rijke houtmagnaat William Sake Hofstra (1861-1932) en zijn echtgenote Kate Mason Williams (1854-1933). De ouders van William en Kate waren geboren in het Friese Franeker en geëmigreerd naar de Verenigde Staten. Het huwelijk van William en Kate (voor beiden hun tweede) bleef kinderloos en zij lieten een aanzienlijk vermogen achter.
Hun woonhuis was bekend onder de naam The Netherlands en is nu onderdeel van het universiteitscomplex. Ook het motto van de universiteit, namelijk Je maintiendray, een verschrijving van het motto van Willem van Oranje, Ik zal handhaven, herinnert aan de Nederlandse naamgever. Het wapen heeft twee leeuwen sinds de jaren 40, eerst twee mannetjes, sinds 1987 een mannetje en een vrouwtje, informeel Kate en Willy genoemd. De universiteitskleuren zijn goud en blauw, de vlag is goud/wit/blauw.
De Hofstra-universiteit had lang de officieuze bijnaam The Flying Dutchmen (of Dutchmen of zelfs Dutch). De officiële teamnaam van alle sportteams is sinds 2005 The Pride ("trots").

## Ontwikkeling
De school begon als een onderdeel van de New York University en werd onafhankelijk onder de naam Hofstra College in 1937. Later veranderde zij haar naam in Hofstra University in 1963.
De Hofstra-universiteit had in 2008 bijna 13.000 studenten.

## Presidentieel debat
Het derde en laatste presidentiële debat tijdens de Amerikaanse presidentsverkiezingen van 2008 heeft plaatsgevonden op 15 oktober 2008 op de Hofstra-universiteit. Dit debat ging over de economie en de financiële crisis. Ook het tweede presidentiële debat tijdens de Amerikaanse verkiezingen van 2012, dat plaatshad op 16 oktober 2012, was op de Hofstra-universiteit. Ook dit debat ging over de economie.

## Rectoren
- Truesdel Peck Calkins (1937-1942)
- Howard S. Brower (1942-1944)
- John Cranford Adams (1944-1964)
- Clifford Lee Lord (1964-1972)
- James H. Marshall (1972-1973)
- Robert L. Payton (1973-1976)
- James M. Shuart (1976-2001)
- Stuart Rabinowitz (2001-heden)

## Beroemde oud-studenten
Sinds 1935 zijn er zo'n 100.000 studenten afgestudeerd. Hieronder een paar van de bekendste:
- Lou Berger, hoofdschrijver van Sesamstraat, winnaar van 10 Emmy Awards
- James Caan, acteur
- Francis Ford Coppola, Oscarwinnende filmregisseur, producent en scenarioschrijver van onder andere:The Godfather, The Godfather Part II, Apocalypse Now, Patton, The Outsiders, American Graffiti
- Nelson DeMille, bestsellerauteur
- Stephen Dunn, Pulitzer-prijs voor poëzie 2001
- Marilyn French, schrijfster en feministe
- Ron Kovic, activist, auteur van Born on the Fourth of July
- Bernard Madoff, fraudeur
- Robert O. Muller, mede-oprichter van International Campaign to Ban Landmines, winnaar Nobelprijs voor de Vrede 1997
- Susan Sullivan, actrice
- Philip Rosenthal, bedenker van Everybody Loves Raymond
- Christopher Walken, Oscarwinnende acteur

## Eredoctoraten
Onder andere:
- Jan Peter Balkenende, voormalig minister-president van Nederland, mei 2011
- Barbara Bush, voormalig first lady: eredoctoraat, april 1997
- George H.W. Bush, 41ste president: eredoctoraat, april 1997
- Bill Clinton, 42ste president: eregraad, november 2005
- Nelson DeMille (Hofstra alumni-1970): Doctor of Humane Letters
- Dwight D. Eisenhower, 34ste president: eregraad, Doctor of Humane Letters 1950
- Gerald R. Ford, 38ste president: eregraad in 1981
- Alan Greenspan, voormalig voorzitter van de Federal Reserve Board
- Helen Hayes, bijgenaamd de First Lady of the American Theater, slechts een van de negen mensen die een Emmy, een Grammy, een Oscar en een Tony Award wonnen: eregraad 1990
- Freddy Heineken, bierbrouwer, 1996
- Billy Joel, musicus: eregraad 1997
- Martin Luther King, burgerrechtenactivist: eregraad 1965
- Jan Herman van Roijen, Nederlands ambassadeur in de Verenigde Staten; eredoctoraat, 1952
- Jihan Sadat, vrouw van Anwar al-Sadat, de vermoorde president van Egypte: eregraad 1987
- Neil Simon, toneelschrijver/scenarioschrijver: eregraad 1981
- Margaret Thatcher, voormalig premier van het Verenigd Koninkrijk; eregraad 2000
- Barbara Walters, journaliste, schrijfster en massamedia persoonlijkheid: eregraad 1986
- James D. Watson, moleculair bioloog, mede-ontdekker van de structuur van het DNA-molecuul, mede-winnaar van de Nobelprijs: eregraad 1976